# Osøyro
Osøyro ist eine Ortschaft (tettsted) in der norwegischen Provinz Vestland und das Verwaltungszentrum der Kommune Bjørnafjorden, die am 1. Januar 2020 durch Vereinigung der beiderseits des Fusafjords gelegenen vorherigen Kommunen Os und Fusa gebildet wurde. Bis dahin war Osøyro Verwaltungszentrum von Os.

## Der Ort
Der Ort liegt an der Mündung der Oselva im Südwesten der Bergen-Halbinsel („Bergenshalvøya“), entlang der Westküste des Fusafjords und nördlich des Bjørnafjords. Das Stadtzentrum von Bergen befindet sich etwa 25 km nördlich. Mit 14.046 Einwohnern (1. Januar 2020) liegt Osøyro an 40. Stelle aller norwegischen Städte. Der expandierende Ort ist mit mehreren Nachbarorten zusammengewachsen: Søfteland im Norden, Søvik im Nordwesten und Søre Øyane im Südwesten. Seit 2001 wird Halhjem im Süden des Ortes, seit 2013 Hagavik im Westen als Teil von Osøyro gerechnet.

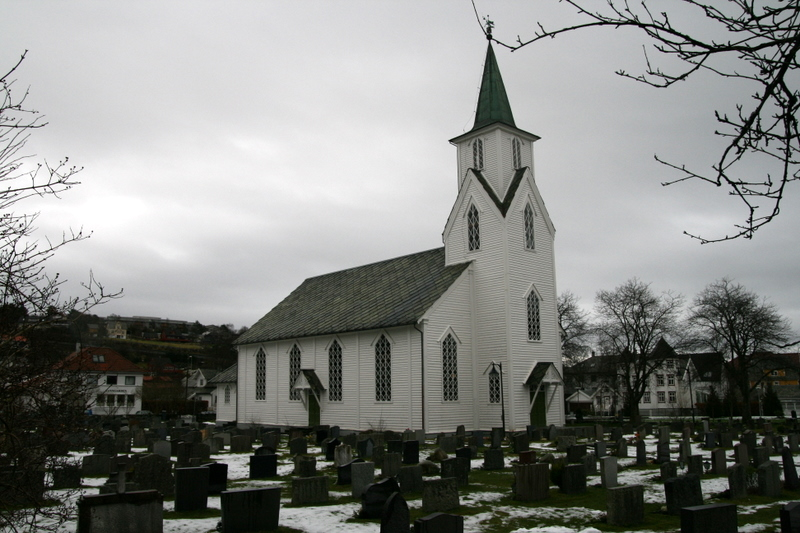
Die Kirche in Osøyro

In Osøyro befinden sich unter anderem das Rathaus, das Kunst- und Kulturzentrum „Oseana“, eine 1870 erbaute Kirche, eine Sporthalle, die Grundschule und die Sekundarschule. Im Stadtzentrum um das Rathaus finden sich verschiedene Geschäfte, einige Restaurants und andere kommerzielle Betriebe. Ansonsten besteht der Ort vor allem aus weitläufigen Wohngebieten mit mehrheitlich Einfamilienhäusern. Etwas außerhalb liegen das Solstrand Hotel & Bad und das zum Haukeland Universitätskrankenhaus in Bergen gehörende „Kysthospitalet“ in Hagavik, ein auf orthopädische Chirurgie spezialisiertes Krankenhaus. In Hagavik befindet sich außerdem die Askeladden Båtbyggeri, einer der wichtigsten Hersteller von Freizeitbooten in Norwegen.

## Verkehr
Nordöstlich von Osøyro führt im Verlauf der Provinzstraße 552 eine Fähre (12 Minuten Fahrzeit) aus der Bucht von Hatvik nach Osten über den Fusafjord nach Venjaneset und Fusa und verbindet somit die beiden Gemeindeteile von Bjørnafjorden.
Die Europastraße 39 im Abschnitt von Bergen nach Haugesund verläuft durch Osøyro und weiter nach Halhjem, wo die Fähre nach Sandvikvåg auf der Insel Stord (22 km, Fahrzeit 40 Minuten) die Verbindung mit dem nächsten Teilstück der E 39 herstellt. Eine zweite Fährverbindung geht von Halhjem nach Våge auf der Insel Tysnesøy.
Von 1894 bis 1935 war Osøyro durch die Nesttun-Osbanen, eine 26 km lange, privat betriebene Schmalspurbahn (750 mm), mit Nesttun an der Vossebane verbunden, wo es Anschluss an die Züge der Bergensbane nach Bergen bzw. Voss gab.